# Административное деление Русского царства на 18 декабря 1708 года

Губернии в 1708 году

Русское царство по состоянию на 18 (29) декабря 1708 года делилась на губернии и города, разряды и приказы.
- общее число губерний — 8
- столица — город Москва
- список губерний:

1. Азовская
2. Архангелогородская
3. Ингерманландская (центр — Шлиссельбург)
4. Казанская
5. Киевская
6. Московская
7. Сибирская (центр — город Тобольск)
8. Смоленская